# Eižens Laube
Eižens Laube  (Riga, 25 de maig de 1880 – Portland, 21 de juliol de 1967) fou un arquitecte alemany del Bàltic i letó. Fou el principal actor en la restauració del Castell de Riga de la dècada de 1930 i va dissenyar més de 200 edificis a Riga.

## Biografia
Laube formava part de la minoria dels alemanys bàltics, que gaudia de gran prestigi durant l'època de l'Imperi Rus. Es va graduar en arquitectura el 1907 a l'Institut Politècnic de Riga i tot seguit va començar a treballar al despatx de Konstantīns Pēkšēns.
Entre 1909 i 1914 fou l'encarregat de supervisar de la Comissió de Problemes Artístics en Arquitectura, de Riga. També fou president de la Societat d'Arquitectes de Letònia entre 1924 i 1926. El 1944, coincidint amb el final de la II Guerra Mundial va emigrar a Alemanya on va treballar com a professor d'arquitectura a la Universitat del Bàltic de Pinneberg, prop d'Hamburg. Des de 1950 va viure als Estats Units.
Abans de la I Guerra Mundial Lauba fou un dels pioners de l'Art Nouveau a Riga, destaca l'edifici del carrer Tallinas, número 23. Les seves obres més conegudes són les versions en estil Romàntic Nacional (carrer Alberta, número 12). Va usar diferents materials, rajols de colors diferents, varietats locals de pedra, metall, fusta... Laube va construir ornaments com flors i motius geomètrics, molt d'acord amb l'estil. Més tard, a partir de la dècada de 1930, va ser influenciat pel neoclassicisme.